# Sytuacja prawna i społeczna osób LGBT w Azerbejdżanie

## Prawo a dyskryminacja osób homoseksualnych
Kontakty homoseksualne (zarówno pomiędzy kobietami, jak i mężczyznami) są w Azerbejdżanie legalne od 2000. Wiek osób legalnie dopuszczających się kontaktów homo- i heteroseksualnych jest równy i wynosi 16 lat.

### Historia
W 2000 zniesiono zakaz kontaktów seksualnych pomiędzy osobami tej samej płci (a dokładnie seksu gejowskiego). Specjalne wydanie Azerbaijan, oficjalnej gazety azerbejdżańskiego parlamentu, które pojawiło się 28 maja 2000, donosiło o przyjęciu przez parlament zmiany kodeksu karnego oraz o podpisaniu owej ustawy przez prezydenta, co zaowocowało wprowadzeniem zmian we wrześniu. Treść tych zmian także została opublikowana. Stąd wiadomo, że artykuł 113 (który był pozostałością po sowieckiej erze i karał seks analny pomiędzy mężczyznami pozbawieniem wolności do lat trzech) został zastąpiony przez artykuł 150, który zakazywał jedynie zmuszania siłą do stosunku seksualnego.
Dekryminalizacja kontaktów homoseksualnych pomiędzy mężczyznami podejmowanych za obopólną zgodą, wprowadzona w 2000, była dużym krokiem naprzód w respektowaniu praw człowieka. Determinacja prezydenta Heydəra Əliyeva, by usunąć wszelkie przeszkody stojące na drodze Azerbejdżanu do Rady Europy, była głównym czynnikiem prowadzącym do dekryminalizacji.

## Ochrona prawna przed dyskryminacją

### Ogólnokrajowa
Azerbejdżańskie prawo nie gwarantuje żadnego zakazu dyskryminacji przez wzgląd na orientację seksualną.

### Azyl
Azerbejdżańskie przepisy prawne nie przyznają prawa osobom do ubiegania się o azyl polityczny z powodu prześladowań przez wzgląd na orientację seksualną we własnym kraju.

## Uznanie związków osób tej samej płci
W azerbejdżańskim ustawodawstwie nie istnieje żadna prawna forma uznania związków jednopłciowych. Nie ma również żadnych planów uregulowania tej kwestii.

## Adopcja dzieci przez pary jednopłciowe
Pary jednopłciowe nie mają w Azerbejdżanie prawa do adopcji dzieci – zarówno tych z domu dziecka, jak i tych, których jedna z osób jest rodzicem biologicznym.

## Życie osób LGBT w kraju
Homoseksualizm w Azerbejdżanie jest tematem owianym zamieszaniem, ignorancją, tajemnicą i brakiem zrozumienia na najbardziej elementarnym poziomie. Ciężko znaleźć w Azerbejdżanie obiektywne i poprawne informacje o psychologicznych, socjologicznych i prawnych aspektach homoseksualizmu, przez co większość społeczeństwa nie wie, czym jest homoseksualizm.
Stosunek społeczeństwa jest generalnie homofobiczny. Coming out jako lesbijka, gej, osoba biseksualna czy transpłciowa jest zatem rzadkim zjawiskiem, a osoby LGBT boją się jego konsekwencji. Dlatego też wiele z nich prowadzi podwójne życie. Niektórzy czują głęboki wstyd z powodu bycia gejem. Inni, szczególnie ci, którzy są finansowo niezależni i mieszkają w Baku, mogą bezpiecznie prowadzić życie jako osoby LGBT, dopóki „praktykują” swój homoseksualizm całkowicie prywatnie. Nie istnieje żaden polityczny ruch LGBT, jednak wśród osób LGBT oraz aktywistów działających na rzecz praw człowieka istnieje świadomość potrzeby organizacji popierającej prawa i ochronę osób LGBT.
Choć kontakty seksualne pomiędzy dorosłymi homoseksualnymi mężczyznami i dorosłymi homoseksualnymi kobietami zostały zdekryminalizowane, znane były przypadki prześladowania przez policję gejów, głównie męskich prostytutek. Zgłaszając przypadki użycia przemocy przez policję, ofiary wolały pozostać anonimowe ze strachu przed odwetem ze strony policjantów (raport Międzynarodowej Helsińskiej Federacji na rzecz Praw Człowieka z 2001).
Media kontrolowane przez państwo wykorzystują homoseksualizm jako narzędzie do dręczenia i kompromitowania krytyków rządu oraz opozycyjnych dziennikarzy.